# CMA CGM
CMA CGM S.A. er en fransk shippingvirksomhed og containerrederi. Virksomheden har 566 containerskibe med en samlet kapacitet på 5.100.000 TEU, som sejler på 257 handelsruter til 420 havne i 160 lande. Hovedkvarteret er i Marseille i Frankrig og i alt har de 400 kontorer.
Virksomhedens navn stammer fra de to tidligere virksomheder Compagnie Maritime d'Affrètement (CMA) og Compagnie Générale Maritime (CGM).
Virksomhedens historie går tilbage til 1851, hvor Messageries Maritimes (MM) blev etableret, og i 1855 hvor Compagnie Générale Maritime (CGM) blev etableret.